# Sockel 1156
Der Sockel 1156 (auch LGA1156 oder Sockel H genannt) ist ein Prozessorsockel für die Prozessorserie Nehalem-Mikroarchitektur Intel Core i3, Core i5 und Core i7. Sein inkompatibler Nachfolger ist der Sockel 1155.
Der Übergang von der Core- auf die Nehalem-Mikroarchitektur erforderte einen neuen Sockel. Bei Prozessoren für den Sockel 1156 sind der Speichercontroller und der PCIe-Controller im Prozessor integriert. Der Sockel muss dementsprechend zusätzliche Anschlüsse für den Speicherbus und PCIe-Lanes bereitstellen. Durch die Integration des für breitbandige Datentransfers vorgesehenen PCIe-Controllers auf den CPU-Chip erübrigt sich eine Northbridge für diese Aufgabe. An die CPU wird deswegen nur noch eine leicht modifizierte Southbridge angebunden, die als Intel Platform Controller Hub (PCH) bezeichnet wird. Der PCH wird, wie bei Intels Southbridges üblich, mit einem Direct Media Interface (DMI) angebunden.

## Serie 5-Chipsatz
(Quelle: )
|                                              |                                              | H55                  | P55                  | H57                  | Q57                  |
| -------------------------------------------- | -------------------------------------------- | -------------------- | -------------------- | -------------------- | -------------------- |
| Übertaktung                                  | Übertaktung                                  | Ja                   | Ja                   | Ja                   | Nein                 |
| CPU-Unterstützung                            | CPU-Unterstützung                            | Nehalem und Westmere | Nehalem und Westmere | Nehalem und Westmere | Nehalem und Westmere |
| Speicherunterstützung                        | RAM                                          | DDR3                 | DDR3                 | DDR3                 | DDR3                 |
| Speicherunterstützung                        | ECC                                          | Nein                 | Nein                 | Nein                 | Nein                 |
| USB 2.0-Anschlüsse                           | USB 2.0-Anschlüsse                           | 12                   | 14                   | 14                   | 14                   |
| SATA 1,5-Gbit/s-Anschlüsse                   | SATA 1,5-Gbit/s-Anschlüsse                   | 6                    | 6                    | 6                    | 6                    |
| PCIe-Unterstützung (maximal)                 | 2.0 (CPU)                                    | 1×16                 | 1×16                 | 1×16                 | 1×16                 |
| PCIe-Unterstützung (maximal)                 | 2.0 (PCH)                                    | 6                    | 8                    | 8                    | 8                    |
| Unterstützte Bildschirme                     | Unterstützte Bildschirme                     | 2                    | -                    | 2                    | 2                    |
| RAID-Unterstützung                           | RAID-Unterstützung                           | Nein                 | Nein                 | Nein                 | Nein                 |
| Intel-Anti-Theft-Technologie                 | Intel-Anti-Theft-Technologie                 | Nein                 | Nein                 | Nein                 | Ja                   |
| Intel-Trusted-Execution und vPro-Technologie | Intel-Trusted-Execution und vPro-Technologie | Nein                 | Nein                 | Nein                 | Ja                   |
| Maximale Verlustleistung TDP                 | Maximale Verlustleistung TDP                 | 5,2 W                | 4,7 W                | 5,2 W                | 5,1 W                |
| Fertigungsprozess                            | Fertigungsprozess                            | 65 nm                | 65 nm                | 65 nm                | 65 nm                |
| Markteinführung                              | Markteinführung                              | Q1 2010              | Q3 2009              | Q1 2010              | Q1 2010              |